# 弦楽四重奏曲第8番 (モーツァルト)
弦楽四重奏曲第8番 ヘ長調 K. 168 は、ヴォルフガング・アマデウス・モーツァルトが1773年に作曲した弦楽四重奏曲。6曲ある『ウィーン四重奏曲』のうちの1曲目であり、『ウィーン四重奏曲第1番』とも呼ばれる。

## 概要
モーツァルトは、1773年の7月14日から9月26日までウィーンに滞在し、同地で本作から第13番を含む6曲の弦楽四重奏曲を8月のうちに完成させた。これらの曲集は、ウィーンに滞在し、作曲されたことから通称『ウィーン四重奏曲』と呼ばれている。
ミラノに滞在し、同地で作曲された6曲の『ミラノ四重奏曲』は全て3楽章形式で書かれていたが、この『ウィーン四重奏曲』は全て4楽章形式で書かれており、第2楽章ないし第3楽章にメヌエットを置くという典型的な古典派の弦楽四重奏曲の形式で書かれている。曲の構成は一段と緻密になり、構成法における進歩には、ハイドンの『弦楽四重奏曲集 作品17』や『太陽四重奏曲 作品20』の影響が著しいものと見られる。

## 曲の構成
全4楽章、演奏時間は約13分。第3楽章、第4楽章はフーガを用いた軽快な曲調である。また、第1楽章と第4楽章の速度標語は父レオポルトによって付け加えられたものである。
- 第1楽章 アレグロ
ヘ長調、4分の4拍子、ソナタ形式。
- 第2楽章 アンダンテ
ヘ短調、4分の3拍子、二部形式。
この楽章の主題は、ハイドンの『弦楽四重奏曲第23番（旧第35番）ヘ短調』（Hob. III:35, 作品20-5）の第4楽章から引用されている。
- 第3楽章 メヌエット - トリオ
ヘ長調、4分の3拍子。
- 第4楽章 アレグロ
ヘ長調、4分の2拍子。